# Voblast de Homiel
Homiel (em bielorrusso: Гомельская вобласць) é uma das seis voblasts (província) da Bielorrússia. Sua capital é a cidade de Homiel.

## Distritos
A voblast de Homiel está dividida em 17 distritos (rayoni, singular rayon):
- Buda-Kascheljawa
- Choiniki
- Dabrusch
- Homiel
- Jelsk
- Kalinkawitschy
- Masyr
- Narowlja
- Petrikau
- Rahatschau
- Retschiza
- Schitkawitschy
- Schlobin
- Swetlahorsk
- Tschetschersk
- Wassiljewitschy
- Wjatka